# Egotel de les Moluques
L'egotel de les Moluques (Aegotheles crinifrons) és una espècie d'ocell de la família dels egotèlids (Aegothelidae). Habita els boscos de Bacan i Halmahera, a les Moluques.